# Viile Jacului
Viile Jacului – wieś w Rumunii, w okręgu Sălaj, w gminie Creaca. W 2011 roku liczyła 19 mieszkańców.